# Gorno Osenovo
Gorno Osenovo (Bulgaars: Горно Осеново) is een dorp in de Bulgaarse oblast Blagoëvgrad. Het dorp is gelegen in de gemeente Simitli. Het dorp ligt hemelsbreed c. 78 kilometer ten zuiden van Sofia. 

## Geschiedenis
Het dorp is in 1955 afgescheiden van het naburige dorp Dolno Osenovo.

## Bevolking
Op 31 december 2020 telde het dorp Gorno Osenovo slechts 4 inwoners, een drastische afname ten opzichte van 498 inwoners in 1956. De inwoners zijn uitsluitend etnische Bulgaren.
Het dorp heeft een sterk verouderde bevolking.  In 2011 waren er 7 personen tussen de 70 en 74 jaar oud, gevolgd door 4 personen tussen de 75-79 jaar, 2 tussen 50-54, 1 persoon tussen de 65-69 jaar oud en 1 persoon tussen de 55-59 jaar oud.